# Henry Pridham-Wippell
Henry Daniel Pridham-Wippell (12 août 1885 - 2 avril 1952) est un officier de la Royal Navy  ayant servi durant les deux Guerres mondiales.

## Carrière
Formé à The Limes de Greenwich et au Britannia Royal Naval College de Dartmouth, Henry Pridham-Wippell rejoint la Royal Navy en 1900. Il sert pendant la Première Guerre mondiale à bord de navires de la Grand Fleet. Il prend en charge des destroyers à Gallipoli en 1915 et opère sur les côtes adriatique et palestinienne à partir de 1916.
Pridham-Wippell est nommé capitaine du HMS Enterprise en 1928 et commandant de la 6e flottille de destroyers de la Home Fleet en 1932. Il a ensuite été directeur de la division des opérations à l'Amirauté en 1933 et commandant de la flottille de destroyers de la Home Fleet en 1936, avant de devenir directeur des services personnels à l’Amirauté en 1938.
Pridham-Wippell sert pendant la Seconde Guerre mondiale en tant que commandant de la 1re escadre en Méditerranée à partir de juillet 1940. Il a été fait chevalier pour son rôle dans la bataille du cap Matapan en mars 1941. En novembre 1941, il survit au naufrage du cuirassé HMS Barham, torpillé par l'U-331.  Il devient ensuite commandant en chef du commandant opérationnel de la Royal Navy de Douvres en 1942.
Après la guerre, Pridham-Wippell commande le poste de commandement Commander-in-Chief, Plymouth avant de prendre sa retraite en 1948.